# Zi (dwuznak)
Zi – dwuznak występujący w języku polskim, oznacza literę ź z samogłoską a, ą, e, ę, i, o, u, w niektórych przypadkach zi wymawia się jak zji, w przykładzie słów nazw własnych na przykład przy słowie Zimbabwe (kraju położonego w Afryce), gdzie dźwiękiem pierwszej litery słowa nie brzmi ź, lecz zmiękczone z. W pozostałych językach zi to nie dwuznak tylko 2 oddzielne litery.